# Бучје (Сребреница)
Бучје је насељено мјесто у општини Сребреница, Република Српска, БиХ. Према попису становништва из 1991. у насељу је живјело 76 становника.

## Становништво
| Демографија | Демографија | Демографија |
| Година      | Становника  | Становника  |
| ----------- | ----------- | ----------- |
| 1948.       | 29          |             |
| 1953.       | 30          |             |
| 1961.       | 37          |             |
| 1971.       | 61          |             |
| 1981.       | 65          |             |
| 1991.       | 76          |             |
| 2013.       | 43          |             |